# Agrostis exarata
Agrostis exarata es una especie de planta herbácea de la familia de las poáceas. Es originaria del oeste de Norteamérica desde Texas a las islas Aleutianas.

## Descripción
Es una hierba perenne común que puede alcanzar un tamaño de 25 a 75 cm de altura, con hojas largas y delgadas, planas, cada una con una lígula de 2 a 4 milímetros. La inflorescencia en penacho puede ser de hasta 30 centímetros de largo y suele ser densa con pequeñas espiguillas. Se reproduce principalmente por semilla, pero también puede propagarse a través de rizomas. Este tussok se produce en muchas comunidades de plantas en climas variados. Se considera un buen forraje para el ganado.

## Taxonomía
Agrostis exarata fue descrita por Carl Bernhard von Trinius y publicado en De Graminibus Unifloris et Sesquifloris 207. 1824.
Etimología
Ver: Agrostis
exarata: epíteto latino que significa "con surcos".
Sinonimia
- Agrostis aenea (Trin.) Trin.
- Agrostis alascana Hultén
- Agrostis alashana Hultén
- Agrostis alaskana Hultén
- Agrostis alaskana var. breviflora Hultén
- Agrostis albicans Buckley
- Agrostis alopecuroides (Buckley) A.Gray
- Agrostis ampla Hitchc.
- Agrostis ampla f. monolepis (Torr.) Beetle
- Agrostis asperifolia Trin.
- Agrostis berlandieri E.Fourn.
- Agrostis canina var. aenea Trin.
- Agrostis canina f. aenea Trin.
- Agrostis canina var. melaleuca Trin.
- Agrostis drummondii Torr. ex Hook.f.
- Agrostis durangensis Mez
- Agrostis filiculmis M.E.Jones
- Agrostis grandis Trin.
- Agrostis inflata Scribn.
- Agrostis longiligula Hitchc.
- Agrostis longiligula var. australis Howell
- Agrostis longiligula var. longiligula
- Agrostis melaleuca (Trin.) Hitchc.
- Agrostis microphylla var. intermedia Beetle
- Agrostis microphylla var. major Vasey
- Agrostis scouleri Trin.
- Deyeuxia alopecuroides (Buckley) A.Gray
- Polypogon alopecuroides Buckley
- Polypogon monspeliensis var. monolepis Torr.[3][4]